# Campionati sloveni di sci alpino 2009
I Campionati sloveni di sci alpino 2009 si sono svolti a Kope e a Rogla dal 15 al 27 marzo. Il programma ha incluso gare di discesa libera, supergigante, slalom gigante, slalom speciale e supercombinata, tutte sia maschili sia femminili.
Trattandosi di competizioni valide anche ai fini del punteggio FIS, vi hanno partecipato anche sciatori di altre federazioni, senza che questo consentisse loro di concorrere al titolo nazionale sloveno.

## Risultati

### Uomini

#### Discesa libera
| Pos. | Atleta           | Nazione     | Tempo   |
| ---- | ---------------- | ----------- | ------- |
| 1    | Rok Perko        | Slovenia    | 1:12,92 |
| 2    | Andrej Jerman    | Slovenia    | 1:13,27 |
| 3    | Alek Glebov      | Slovenia    | 1:13,45 |
| 4    | Gašper Markič    | Slovenia    | 1:13,68 |
| 5    | Natko Zrnčić-Dim | Croazia     | 1:14,07 |
| 6    | Boštjan Kline    | Slovenia    | 1:14,33 |
| 7    | Miha Kuerner     | Slovenia    | 1:14,47 |
| 8    | Douglas Crawford | Regno Unito | 1:14,61 |
| 9    | Finlay Mickel    | Regno Unito | 1:14,62 |
| 10   | Craig Branch     | Australia   | 1:14,67 |

Data: 24 marzo

Località: Kope

#### Supergigante
| Pos. | Atleta         | Nazione  | Tempo   |
| ---- | -------------- | -------- | ------- |
| 1    | Rok Perko      | Slovenia | 1:06,64 |
| 2    | Andrej Križaj  | Slovenia | 1:07,08 |
| 3    | Andrej Jerman  | Slovenia | 1:07,52 |
| 4    | Gašper Markič  | Slovenia | 1:07,59 |
| 5    | Tilen Debelak  | Slovenia | 1:07,78 |
| 5    | Filip Mlinšek  | Slovenia | 1:07,78 |
| 7    | Alek Glebov    | Slovenia | 1:07,83 |
| 8    | Boštjan Kline  | Slovenia | 1:07,92 |
| 9    | Patrick Jazbec | Slovenia | 1:08,06 |
| 9    | Albin Tahiri   | Slovenia | 1:08,06 |

Data: 24 marzo

Località: Kope

#### Slalom gigante
| Pos. | Atleta               | Nazione     | Tempo   |
| ---- | -------------------- | ----------- | ------- |
| 1    | Rok Perko            | Slovenia    | 2:01,84 |
| 2    | Bernard Vajdič       | Slovenia    | 2:03,02 |
| 3    | Janez Jazbec         | Slovenia    | 2:03,05 |
| 4    | Ed Drake             | Regno Unito | 2:03,31 |
| 5    | Matthias Mayer       | Austria     | 2:03,35 |
| 6    | Andrej Križaj        | Slovenia    | 2:03,67 |
| 7    | Alek Glebov          | Slovenia    | 2:03,69 |
| 8    | Johannes Unterberger | Austria     | 2:03,94 |
| 9    | Thomas Baldwin       | Regno Unito | 2:04,45 |
| 10   | Michael Gmeiner      | Austria     | 2:04,51 |

Data: 26 marzo

Località: Kope

#### Slalom speciale
| Pos. | Atleta           | Nazione   | Tempo   |
| ---- | ---------------- | --------- | ------- |
| 1    | Filip Trejbal    | Rep. Ceca | 1:36,08 |
| 2    | Bernard Vajdič   | Slovenia  | 1:36,27 |
| 3    | Natko Zrnčić-Dim | Croazia   | 1:36,28 |
| 4    | Dalibor Šamšal   | Croazia   | 1:36,42 |
| 5    | Urs Imboden      | Moldavia  | 1:37,09 |
| 6    | Mitja Dragšič    | Slovenia  | 1:37,41 |
| 7    | Andreas Omminger | Austria   | 1:37,53 |
| 8    | Miha Kuerner     | Slovenia  | 1:37,68 |
| 9    | Tomaž Velečič    | Slovenia  | 1:37,71 |
| 10   | Anže Mravlja     | Slovenia  | 1:37,82 |

Data: 15 marzo

Località: Rogla

#### Supercombinata
| Pos. | Atleta                | Nazione  | Tempo   |
| ---- | --------------------- | -------- | ------- |
| 1    | Mitja Dragšič         | Slovenia | 1:45,59 |
| 2    | Tomaž Velečič         | Slovenia | 1:45,85 |
| 3    | Jan Debeljak          | Slovenia | 1:46,15 |
| 4    | Gašper Markič         | Slovenia | 1:46,29 |
| 5    | Björgvin Björgvinsson | Islanda  | 1:46,51 |
| 6    | Timotej Hribar        | Slovenia | 1:46,56 |
| 7    | Johannes Unterberger  | Austria  | 1:46,64 |
| 8    | Timi Gasperin         | Slovenia | 1:46,68 |
| 9    | Tilen Debelak         | Slovenia | 1:47,03 |
| 10   | Michael Gmeiner       | Austria  | 1:47,17 |

Data: 25 marzo

Località: Kope

### Donne

#### Discesa libera
| Pos. | Atleta                    | Nazione     | Tempo   |
| ---- | ------------------------- | ----------- | ------- |
| 1    | Petra Robnik              | Slovenia    | 1:16,67 |
| 2    | Nina-Katarina Mihovilović | Slovenia    | 1:17,92 |
| 3    | Pamela Thorburn           | Regno Unito | 1:18,13 |
| 4    | Maruša Ferk               | Slovenia    | 1:18,21 |
| 5    | Vanja Brodnik             | Slovenia    | 1:18,48 |
| 6    | Ann West                  | Stati Uniti | 1:18,84 |
| 7    | Ana Kobal                 | Slovenia    | 1:18,93 |
| 8    | Marija Škanova            | Bielorussia | 1:19,11 |
| 9    | Nevena Ignjatović         | Serbia      | 1:19,36 |
| 10   | Tina Robnik               | Slovenia    | 1:19,52 |

Data: 24 marzo

Località: Kope

#### Supergigante
| Pos. | Atleta                    | Nazione  | Tempo   |
| ---- | ------------------------- | -------- | ------- |
| 1    | Tina Maze                 | Slovenia | 1:09,80 |
| 2    | Vanja Brodnik             | Slovenia | 1:09,93 |
| 3    | Tina Robnik               | Slovenia | 1:10,16 |
| 4    | Ana Kobal                 | Slovenia | 1:10,35 |
| 5    | Petra Robnik              | Slovenia | 1:10,50 |
| 6    | Nika Fleiss               | Croazia  | 1:10,79 |
| 7    | Melanie Meilinger         | Austria  | 1:11,02 |
| 8    | Nina-Katarina Mihovilović | Slovenia | 1:11,19 |
| 9    | Sara Globočnik            | Slovenia | 1:11,28 |
| 10   | Maruša Ferk               | Slovenia | 1:11,30 |

Data: 24 marzo

Località: Kope

#### Slalom gigante
| Pos. | Atleta                     | Nazione  | Tempo   |
| ---- | -------------------------- | -------- | ------- |
| 1    | Tina Maze                  | Slovenia | 2:03,96 |
| 2    | Mariella Voglreiter        | Austria  | 2:04,55 |
| 3    | Ana Drev                   | Slovenia | 2:05,31 |
| 4    | Mirjam Puchner             | Austria  | 2:04,41 |
| 5    | Christina Staudinger       | Austria  | 2:05,77 |
| 6    | Nina-Katarina Mihovilović  | Slovenia | 2:05,99 |
| 7    | Agnieszka Gąsienica-Daniel | Polonia  | 2:06,21 |
| 8    | Tina Robnik                | Slovenia | 2:06,24 |
| 9    | Tesa Herman                | Slovenia | 2:06,30 |
| 10   | Ana Michelle Stipič        | Slovenia | 2:06,37 |

Data: 27 marzo

Località: Kope

#### Slalom speciale
| Pos. | Atleta                    | Nazione  | Tempo   |
| ---- | ------------------------- | -------- | ------- |
| 1    | Petra Robnik              | Slovenia | 1:46,28 |
| 2    | Sara Globočnik            | Slovenia | 1:46,47 |
| 3    | Ula Hafner                | Slovenia | 1:46,96 |
| 4    | Karen Persyn              | Belgio   | 1:47,00 |
| 5    | Nina-Katarina Mihovilović | Slovenia | 1:47,92 |
| 6    | Matea Ferk                | Slovenia | 1:47,67 |
| 7    | Sofija Novoselić          | Croazia  | 1:47,82 |
| 8    | Tina Robnik               | Slovenia | 1:48,04 |
| 9    | Vanja Brodnik             | Slovenia | 1:48,32 |
| 10   | Katarina Lavtar           | Slovenia | 1:48,72 |

Data: 15 marzo

Località: Rogla

#### Supercombinata
| Pos. | Atleta               | Nazione  | Tempo   |
| ---- | -------------------- | -------- | ------- |
| 1    | Katarina Lavtar      | Slovenia | 1:53,28 |
| 2    | Petra Robnik         | Slovenia | 1:53,80 |
| 3    | Sara Globočnik       | Slovenia | 1:53,89 |
| 4    | Vanja Brodnik        | Slovenia | 1:53,99 |
| 5    | Jelena Lolović       | Serbia   | 1:54,89 |
| 6    | Aleksandra Kluś      | Polonia  | 1:54,93 |
| 7    | Katarzyna Karasińska | Polonia  | 1:55,21 |
| 8    | Tesa Herman          | Slovenia | 1:55,56 |
| 9    | Ana Bucik            | Slovenia | 1:56,03 |
| 9    | Nika Smodiš          | Slovenia | 1:56,03 |

Data: 25 marzo

Località: Kope